# Forteresse de Gramvoússa
La forteresse de Gramvoússa (grec moderne : Φρούριο Γραμβούσας), également connue sous le nom de château de Gramvoússa (grec moderne : Κάστρο Γραμβούσας), est une forteresse située sur la petite île d'Ímeri Gramvoússa, au large de l'île de Crète, en Grèce,.

## Histoire
La forteresse de Gramvoússa est construite pendant la période vénitienne, plus précisément au cours de la période entre 1579 et 1584. Cependant, cette première forteresse est détruite dès 1588, en raison d'un éclair ayant mis le feu à la poudrière du fort, avant d'être reconstruite, par la suite, en 1630. La forteresse de Gramvoússa, de même que celles de Soúda et de Spinalónga, reste sous contrôle vénitien, malgré la conquête du reste de l'île de Crète par l'Empire ottoman en 1669. Finalement, en 1692, les Ottomans réussissent à s'emparer de Gramvoússa en soudoyant son commandant.

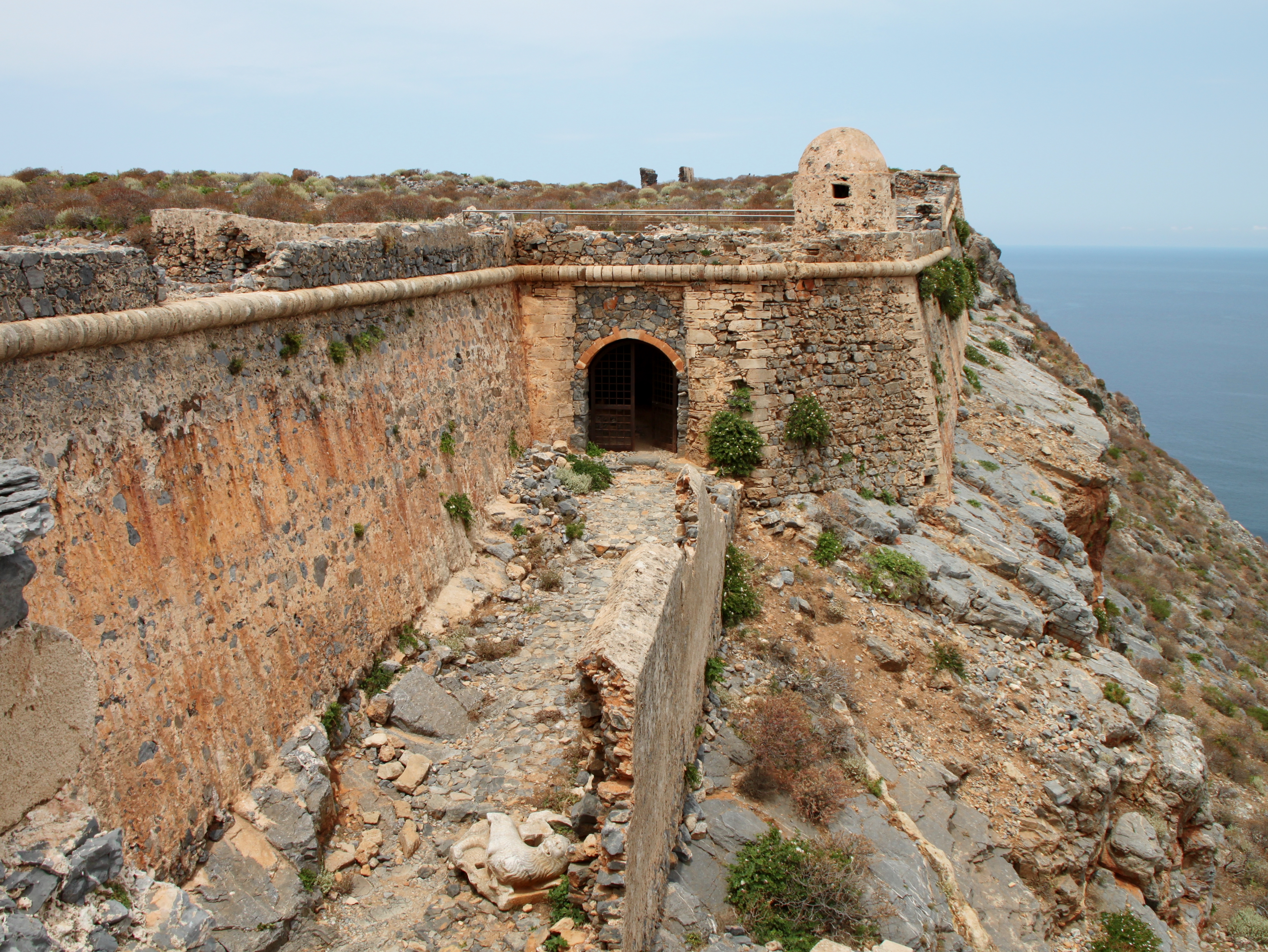
Vue de la forteresse de Gramvoússa.

Le 2 août 1824, pendant la période de la Guerre d'indépendance grecque, une quinzaine de rebelles originaires de la région de Sfakiá réussissent à s'emparer de la forteresse, devenant ainsi la première partie du territoire crétois à être libérée de la domination ottomane. Par la suite, la forteresse sert de base aux rebelles. Cependant, au fil du temps, les rebelles, ayant des difficultés à gagner leur vie d'une manière différente, se tournent vers la piraterie en utilisant la forteresse en tant que base. Le 19 janvier 1828, en réponse, des troupes combinées anglo-françaises s'emparent de la forteresse afin de mettre un terme à la piraterie dans la région. La forteresse se retrouve, alors, sous le contrôle conjoint des Grecs, des Anglais et des Français. En 1831, les Égyptiens, sous les ordres de Méhémet Ali, s'emparent de la forteresse, qui est, par la suite, abandonnée.

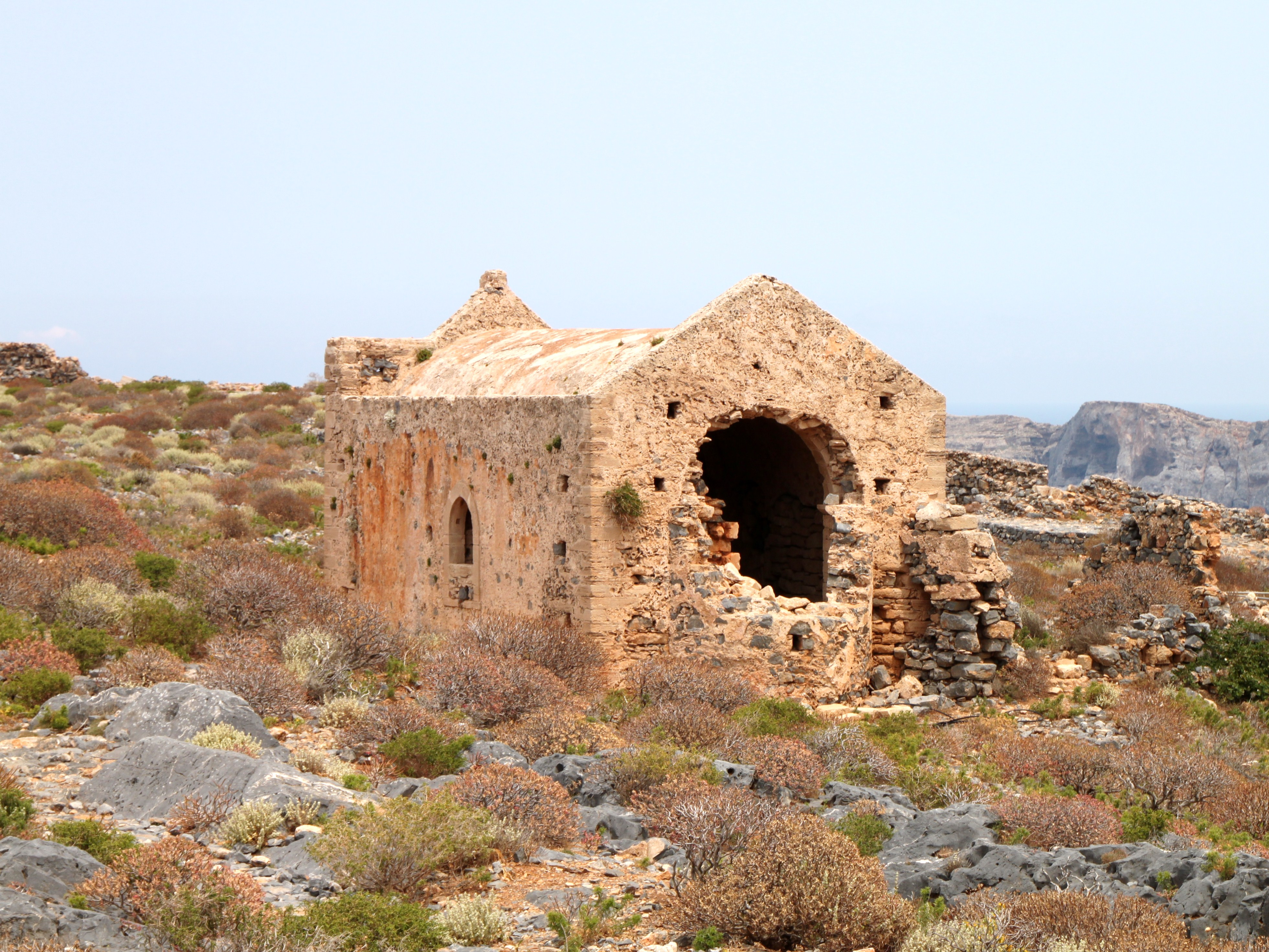
Vue des ruines de l'église de la Panagía Kleftrína, située à l'intérieur de la forteresse.

## Architecture
La forteresse est construite à l'extrémité ouest de l'île d'Ímeri Gramvoússa, plus précisément sur une colline relativement plate, à une altitude d'environ 137 mètres au-dessus du niveau de la mer. Sur son côté est est située la baie du port naturel de l'île. La forteresse est construite en forme triangulaire irrégulière. Elle possède des murs, ainsi que des bastions, sur ses côtés est et sud, tandis que sur le côté ouest, elle est protégée par une falaise naturelle abrupte. L'entrée est située à l'est et est faite au travers d'un porche voûté. Les murs, construits en pierre calcaire locale, possèdent une longueur totale de 272 mètres,.
À l'intérieur de la forteresse, sont situées les ruines des bâtiments de la garnison. Parmi les bâtiments les mieux préservés figurent deux grands réservoirs d'eau de pluie, un entrepôt de munitions, ainsi qu'une église dédiée à l'Evangelismós (grec moderne : Ευαγγελισμός) ou à la Panagía Kleftrína (grec moderne : Παναγία Κλεφτρίνα),. En 1588, la forteresse est mentionnée comme possédant un nombre total de 24 canons puis, au cours de la période ottomane, un nombre total de 66 canons.